# Clavinimbus

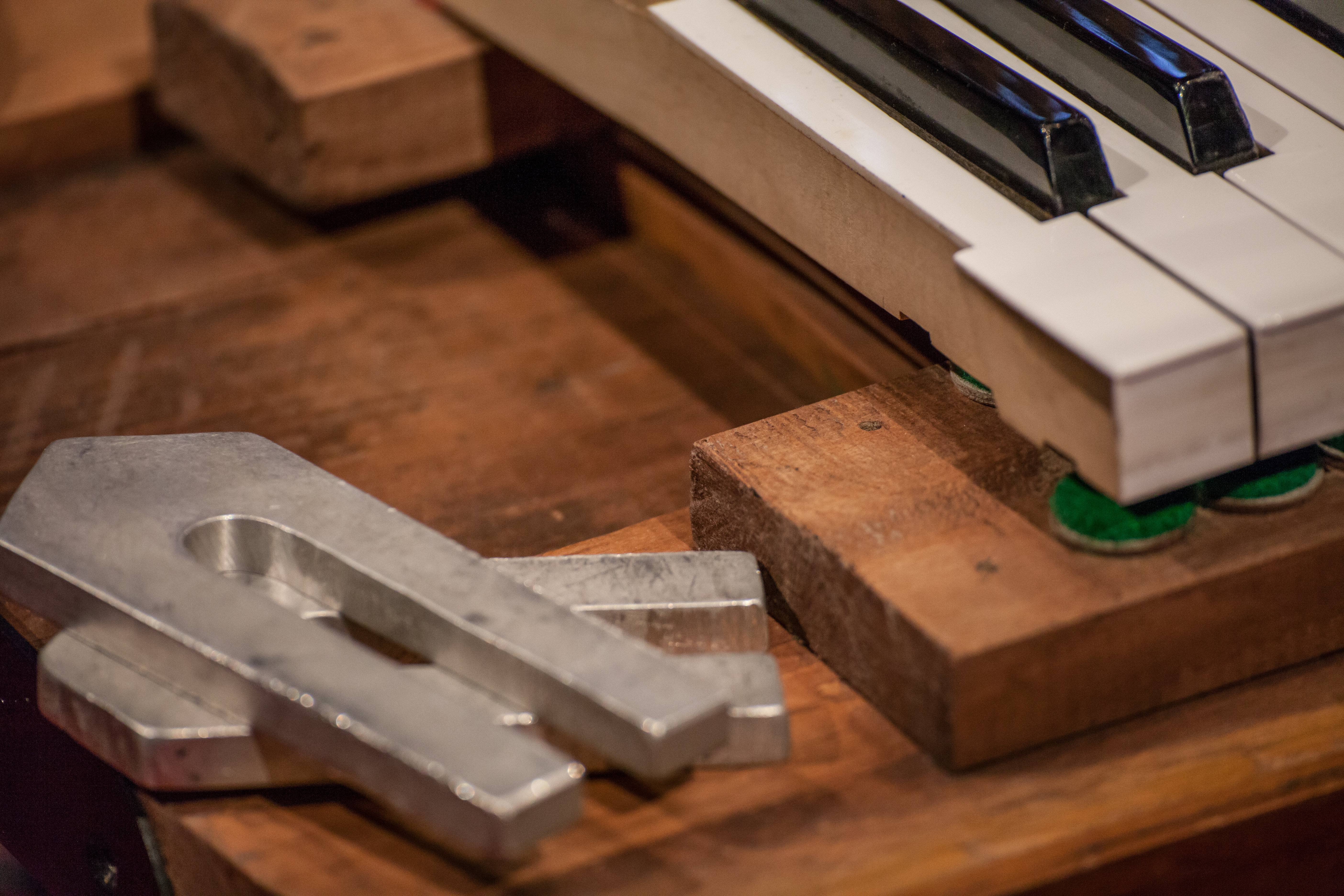
Detall d'un Clavinimbus

El clavinimbus és un instrument musical, de composició similar a un piano, però els martells activats per tecles percuten diapasons de diferents mides (en lloc de cordes tenses) i que generen el seu so amb diapasons i el difonen a l'aire a través de membranes inflables. És un instrument ideat pels membres del Taller d'Escultura Sonora Baschet de la UB, en un projecte dirigit pel Dr.Martí Ruiz, estudiós de l'obra dels germans François i Bernard Baschet, pioners en la creació d'escultures sonores.
El clavinimbus forma part de la família dels Nimbus, diapasons que irradien so a través d'inflables i modulació tàctil de la intensitat a través de la pressió d'un globus. Aquesta família organològica és doncs probablement la primera de poder rebre l'apel·latiu d'Après-Baschet, terme que els germans Baschet van acceptar per a anomenar les noves invencions que es poden derivar de la seva obra històrica, i que no necessàriament han de semblar o sonar com les obres originals Baschet, sinó que són dispositius possibles gràcies a l'implementació dels conceptes d'acústica aplicada establerts pels Baschet. En concret, el clavinimbus és un instrument de teclat completament acústic que fa servir un mecanisme de martells reciclat d'un piano, els quals percudeixen sobre un conjunt de diapasons de diferents mides per generar-ne el so. La vibració dels diapasons passa a l'aire a través de la membrana d'un globus, que actua com a difusor, i un sistema de pedals en permet regular la intensitat i la dinàmica del so després d'efectuar l'atac, una novetat en els instruments de teclat acústics que ofereix noves possibilitats expressives.

## Història
A mitjan segle passat, els germans Bernard i François Baschet van plantejar un dubte raonable que consistia a demanar-se quin sentit tenia tocar la música del segle XX amb instruments del segle xviii. Amb aquesta premissa, doncs, els germans Baschet van investigar els materials i els procediments més adients per crear una sèrie de nous instruments que fossin realment contemporanis i representatius de la societat en què vivien i que, alhora, obrissin noves vies d'expressió i eixamplessin els horitzons musicals i artístics.
Malgrat que la seva construcció és molt recent, el clavinimbus ja té una petita història que inclou la participació en la formació d'una banda, diversos concerts i un enregistrament. El punt de partida és el projecte conjunt de construcció d'un piano-celesta d'inspiració organològica Baschet que la cantautora Maria Com i el Dr. Martí Ruiz del Taller d'Escultura Sonora Baschet del Departament d'Escultura de la Universitat de Barcelona van presentar al premi Puig-Porret 2012 al millor projecte de creació musical, que van guanyar. El projecte incloïa la creació de l'instrument, la producció d'un concert i la gravació d'un disc. El resultat es va concretar l'any següent amb el disc Celesta (Amniòtic Records), que Maria Coma va presentar a la 25a edició del Mercat de Música Viva de Vic, el mes de setembre de 2013.